# Ministrowie finansów Południowej Afryki
Lista ministrów finansów Republiki Południowej Afryki
- 1910–1912: Henry Charles Hull
- 1912–1915: Jan Smuts
- 1915–1916: David Pieter de Villiers Graaff
- 1916–1917: Henry Burton
- 1917–1920: Thomas Orr
- 1920–1924: Henry Burton
- 1924–1939: Nicolaas Havenga
- 1939–1948: Jan Hendrik Hofmeyr
- 1948–1948: Claud Sturrock
- 1948–1954: Nicolaas Havenga
- 1954–1956: Eric Louw
- 1956–1961: Jozua François Naudé
- 1961–1967: Theophilus Ebenhaezer Dönges
- 1967–1975: Nicolaas Johannes Diederichs
- 1975–1984: Owen Horwood
- 1984–1992: Barend du Plessis
- 1992–1994: Derek Keys
- 1994–1996: Chris Liebenberg
- 1996–2009: Trevor Manuel
- 2009–2014: Pravin Gordhan
- 2014–2015: Nhlanhla Nene
- 2015: David van Rooyen
- 2015–2017: Pravin Gordhan
- 2017–2018: Malusi Gigaba
- 2018: Nhlanhla Nene
- 2018–2021: Tito Mboweni
- 2021- : Enoch Godongwana